# Barbara Ch’oe Yŏng-i
Barbara Ch’oe Yŏng-i (ko. 최영이 바르바라) (ur. 1819 w Seulu, zm. 1 lutego 1840) – męczennica, święta Kościoła katolickiego.
Jej rodzicami byli Magdalena Son Sŏ-byok i Piotr Ch’oe Ch’ang-hŭb. Barbara Ch’oe Yŏng-i już w młodym wieku była osobą bardzo pobożną. Gdy rodzice chcieli wydać ją za mąż, stwierdziła, że może poślubić tylko pobożnego katolika. W wieku 20 lat wyszła za znacznie starszego od niej Karola Cho. W następnym roku urodził im się syn. Została aresztowana podczas prześladowań. Torturowano ją, żeby wyrzekła się wiary oraz podała nazwiska innych katolików. Została ścięta 1 lutego 1840 roku w Tangkogae niedaleko Seulu razem z Janem Yi Mun-u i Pawłem Hong Yŏng-ju. Poprzedniego dnia stracono jej matkę (zgodnie z ówczesnym koreańskim prawem nie można było tracić krewnych w tym samym dniu).
Dzień jej wspomnienia przypada 20 września (w grupie 103 męczenników koreańskich).
Beatyfikowana razem z matką i ojcem 5 lipca 1925 roku przez Piusa XI, kanonizowana 6 maja 1984 roku w Seulu przez Jana Pawła II w grupie 103 męczenników koreańskich.